# 1-я гвардейская инженерно-сапёрная бригада
1-я гвардейская инженерно-сапёрная Брестско-Берлинская Краснознамённая, орденов Суворова, Кутузова и Жукова бригада (1 исбр, в/ч 11105) — формирование Инженерных войск Вооружённых сил Российской Федерации.
Формирование входит в состав Западного военного округа. Пункт постоянной дислокации — г. Муром Владимирской области.
Подразделения соединения предназначены для решения задач по преодолению минных заграждений в ходе наступления войск, штурма укреплённых позиций противника и поддержки в городских боях.

## История
Бригада сформирована 1 декабря 2014 года. 1-я гвардейская инженерно-сапёрная бригада наследует почётные наименования, награды и боевую славу 1-й гвардейской моторизованной инженерной Брестско-Берлинской Краснознамённой орденов Суворова и Кутузова бригады, созданной в 1942 году на Юго-Западном фронте и штурмовавшей Берлин. В состав вновь сформированного соединения вошли подразделения, укомплектованные робототехническими комплексами разминирования и пожаротушения, а также штурмовые подразделения..
2 декабря 2015 года прошло торжественное вручение бригаде боевого знамени.
24 июня 2020 года 1-я гвардейская инженерно-сапёрная бригада совместно с 45-й отдельной гвардейской инженерной бригадой в составе сводного парадного батальона приняла участие в историческом параде победы в ознаменование 75-летия Великой Отечественной войны.
25 декабря 2023 года бригада была награждена орденом Жукова.

## Описание
Бригада содержит в себе штурмовые подразделения инженерных войск предназначенные выполнять задачи по обеспечению боевых действий общевойсковых подразделений на урбанизированной местности. Военнослужащие осуществляют инженерное обеспечение групп, в задачи которых входят штурмы зданий. Данные подразделения оснащаются штурмовыми общевойсковыми комплектами разминирования, в снаряжение которых входят защитные костюмы сапёра, шлемы с активной защитой слуха, средствами связи и системой видеорегистрации, а также набор специального инструмента.
Используются собаки в минно-розыскной деятельности.

## Оснащение
- Комплект защиты сапёра ОВР-2[5]
- Комплект защиты сапёра ОВР-3Ш[6]
- Бронеавтомобиль Тайфун-К[7]
- Инженерный танк ИМР-3М[6]
- Машина разминирования УР-77[7]
- Машина разминирования БМР-3[8]
- Гусеничный минный заградитель ГМЗ-3[8]
- робот-сапёр Уран-6[8]
- Бронетранспортёр БТР-82А[7]